# Rentarō Mikuni
Rentarō Mikuni (三國 連太郎?, Mikuni Rentarō; Ōta, 20 gennaio 1923 – Inagi, 14 aprile 2013) è stato un attore e regista giapponese.
In carriera ha vinto tre premi come miglior attore e uno alla carriera agli Awards of the Japanese Academy. Diresse inoltre il film Shinran: Shiroi michi che vinse il Premio della giuria al Festival di Cannes 1987. Era padre dell'attore Kōichi Satō.

## Filmografia parziale

### Attore
- L'arpa birmana, regia di Kon Ichikawa, 1956
- L'addomesticamento, regia di Nagisa Ōshima, 1961
- Harakiri, regia di Masaki Kobayashi, 1962
- La colpa, regia di Kon Ichikawa, 1962
- Kwaidan, regia di Masaki Kobayashi, 1964
- Il profondo desiderio degli dei, regia di Shōhei Imamura, 1968
- La vendetta è mia, regia di Shōhei Imamura, 1979

### Attore e regista
- Shinran: Shiroi michi, 1987

## Doppiatori italiani
- Nando Gazzolo in L'arpa birmana